# Pteronymia derama
Pteronymia derama är en fjärilsart som beskrevs av Richard Haensch 1905. Pteronymia derama ingår i släktet Pteronymia och familjen praktfjärilar. Inga underarter finns listade.